# 龐蒂亞克銀蛋球場
龐蒂亞克銀蛋球場（英語：Pontiac Silverdome，前稱：銀蛋球場）位於美國底特律都會區龐蒂亞克市，可容纳超過82,00人，於1975年落成。龐蒂亞克銀蛋球場曾是美式足球球隊底特律雄獅、NBA球隊底特律活塞的主場，亦是1994年世界盃的舉辦場地。
2017年12月，龐蒂亞克銀蛋球場清拆。2019年9月，当地政府宣布亚马逊在旧址上重建运输中心，并计划在2021年试运行。